# Paul Desmond
Paul Desmond, de nome Paul Emil Breitenfeld (San Francisco, Califórnia, 25 de Novembro de 1924 - 30 de Maio de 1977), foi um saxofonista alto, e compositor, norte-americano, que ficou famoso por tocar no quarteto de Dave Brubeck, entre 1959 e 1967. Fez parte do West Coast Jazz, e uma das suas composições mais conhecidas é Take Five.
Paralelamente ao seu trabalho com Brubeck, Desmond tocou também com Gerry Mulligan, Jim Hall e Chet Baker. De fraca saúde, Desmond era um fumante inveterado, acabando por morrer de cancro do pulmão, em 1977, após ter feito uma última turnê com Brubeck.

## Biografia

### Primeiros anos
Paul Desmond nasceu em San Francisco, Califórnia, em 25 de Novembro de 1924. O seu pai era organista e tocava em cinemas, na época dos filmes mudos. A sua mãe sofria de problemas emocionais. Os seus primeiros anos foram vividos em Nova Iorque, com familiares, devido aos problemas que tinha em casa. Desmond começou a sua carreira musical tocando violino, aínda em criança, embora o seu pai o tenha proíbido de o fazer.
Aos doze anos, Desmond tocava clarinete na escola San Francisco Polytechnic High. Anos mais tarde, ao entrar na escola San Francisco State College, Desmond começou a tocar saxofone alto. Neste mesmo ano, é recrutado para serviço militar e junta-se à banda do exército.

### Início da carreira musical
Após o fim da 2ª Guerra Mundial, Paul Desmond começa a trabalhar em Palo Alto, na Califórnia, na Bandbox. Trabalhou, também, com Dave Brubeck no Geary Cellar, em San Francisco. Em 1950, Desmond parte para Nova Iorque, e toca saxofone alto, e clarinete, com Jack Fina. Pouco depois, porém, regressa à Califórnia, após ouvir o trio de Dave Brubeck na rádio.

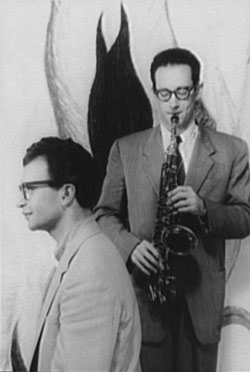
Dave Brubeck e Paul Desmond

### Quarteto com Dave Brubeck
Desmond conheceu Brubeck em 1944, quando ainda estava na tropa. Brubeck tentava fazer parte da Banda do Exército nº 253, a que Desdmond pertencia. Entretanto, Brubeck foi enviado para a frente de guerra em 1944. 
Após convencer Brubeck a contrata-lo, depois de ter colaborado com Jack Fina, ambos assinam um contrato. Este acordo, que impedia Brubeck de o despedir, indicava este como o líder do grupo e atribuía a Desmond vinte por cento de toda a receita gerada pelo quarteto.
O Quarteto de Dave Brubeck foi criado em 1957, terminando em Dezembro de 1967. O quarteto tornou-se popular no meio estudantil universitário, tocando por várias vezes em faculdades, como é exemplo o álbum de 1953, Jazz At Oberlin, na faculdade de Oberlin, ou as gravações no campus universitário de Ohio. O seu sucesso deu-lhes uma reportagem na revista Time Magazine, em 1954.
O grupo tocou até 1967, altura em que Brubeck se concentrou na composição musical, e saiu do quarteto. Nos anos 70, Desmond junta-se de novo a Brubeck, para várias turnês. Numa delas, Two Generations of Brubeck, eram acompanhados pelos filhos de Brubeck, Chris, Dan e Darius. Em 1976, Paul Desmond efectuou 25 concertos em 25 noites, com Dave Brubeck, viajando pelos EUA de autocarro.

### Colaborações
Em Junho de 1969, Desmond participou nos festival de jazz de New Orleans, ao lado de Gerry Mulligan. Em 1974, durante a turnê Two Generations of Brubeck, Desmond e Mulligan, tocaram juntos. Contrariamente a Brubeck, Desmond identificava-se com Mulligan, partilhando os mesmos interesses.
Após algum tempo inactivo, Desmond foi convidado para tocar no Half Note, em Nova Iorque, em 1971, pelo guitarrista Jim Hall. Desmond também participou com o Modern Jazz Quartet , num concerto de Natal, em 1971, no New York Town Hall.
Através de Jim Hall, Desmond conhece Ed Bickert em Toronto, Canadá, e actuam em vários clubes, com a designação de Paul Desmond Quartet, no festival de jazz de Edmonton.

## Estilo
Paul Desmond tinha uma forma de tocar melódica, ao estilo do cool jazz. Conseguia atingir notas altas, tornando-se um dos mais conhecidos membros da West Coast Jazz. Muito do seu sucesso deveu-se ao seu estilo suave de tocar o saxofone, que se sobrepunha ao estilo mais pesado de Brubeck, ao piano.
Paul Desmond morre em 1977, de câncro do pulmão, devido ao seu forte vício de fumar. O seu último concerto foi em Fevereiro de 1977, com Dave Brubeck, em Nova Iorque. De acordo com o seu testamento [carece de fontes?], todos os rendimentos da música Take Five iríam para a Cruz Vermelha. Os trabalhos de Paul Desmond (The Paul Desmond Papers), encontram-se na biblioteca da Universidade do Pacífico, nas Colecções Especiais Holt-Atherton.